# Ernst Hufschmid (handebolista)
Ernst Hufschmid (9 de outubro de 1910) foi um handebolista de campo suíço, medalhista olímpico.
Fez parte do elenco do bronze olímpico de handebol de campo nas Olimpíadas de Berlim de 1936. Atuou em cinco partidas.